# Heureka (Ausstellung)

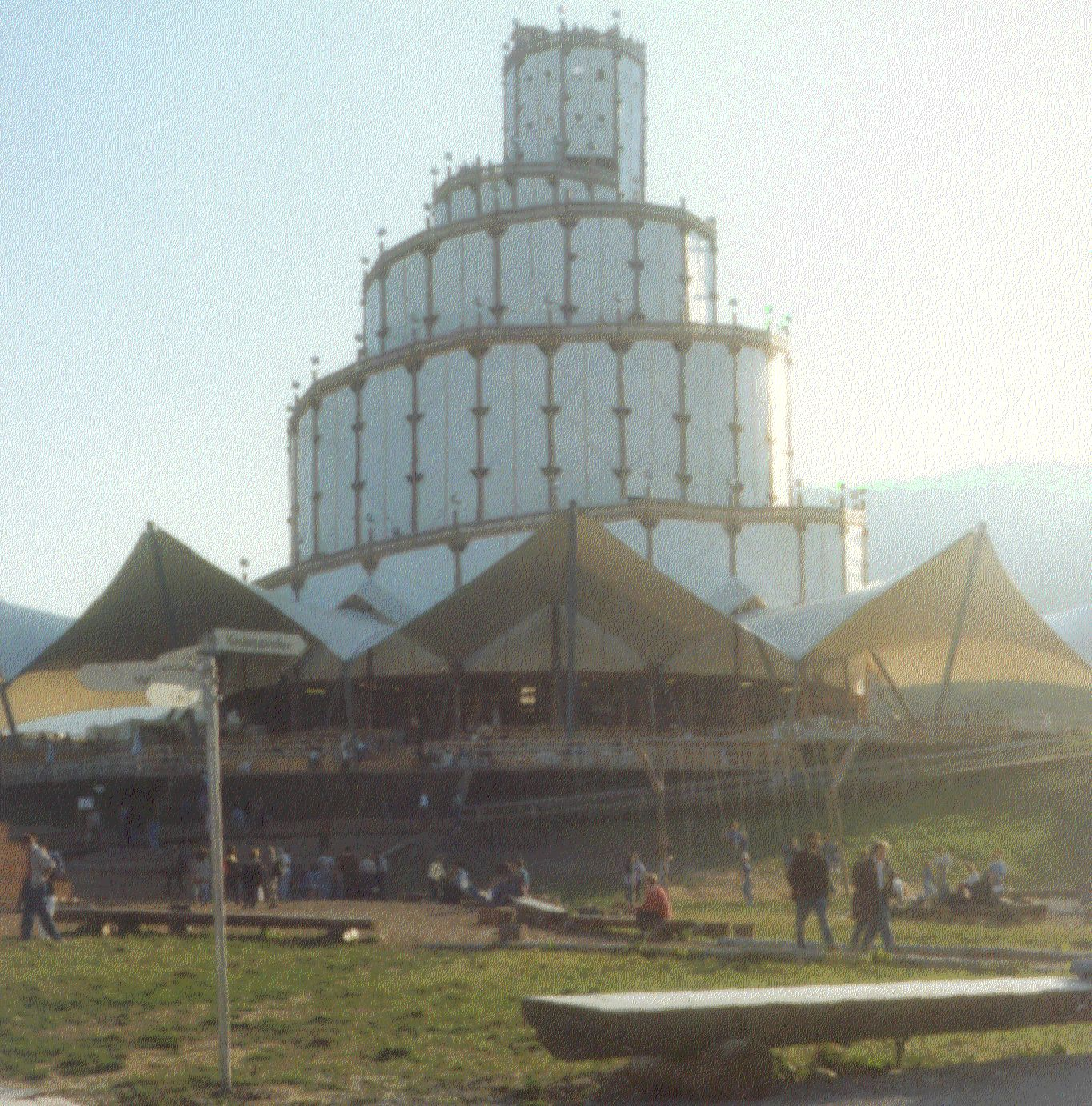
Heureka-Ausstellung 1991 in Zürich: «Galileiturm»

Heureka war der Name der nationalen Forschungsausstellung, die vom 10. Mai bis zum 3. November 1991 anlässlich der 700-Jahr-Feier der Schweiz in Zürich stattfand. Das «Heureka»-Gelände lag auf der Allmend in Zürich-Brunau am Ufer der Sihl. Verantwortlich für das Gesamtkonzept und die Realisation war Georg Müller. Auf seine Anregung hin zeigten sich über 1000 Personen aus öffentlichen Hochschulen und privaten Forschungsanstalten bereit, den Besuchern ihre Arbeit zu erklären. Die Ausstellung wurde von rund 950'000 Menschen besucht.
Das äussere Erscheinungsbild wurde dominiert von dem weissen halbkreisförmigen Ringzelt aus Kunststoff, das aus acht Einzelzelten zusammengesetzt war. Die Spitzen der mittleren vier Zelte waren durch Brücken verbunden, zu erreichen über Wendeltreppen bzw. Aufzüge in den zentralen Stützpfeilern. Jedes der Zelte beherbergte Ausstellungen zu einem bestimmten Wissenschaftsgebiet.
Das zweite charakteristische Bauwerk war der 52,5 Meter hohe hölzerne «Galileiturm». Die Besucher erreichten seine neun Ausstellungsetagen über den spiralförmigen äusseren Aufgang. Thema der Ausstellung war Wissenschaftsgeschichte.
Zwischen Ringzelt und «Galileiturm» lag das «Volkslabor» mit physikalischen Experimenten. Es gab den «Heureka-Polyeder», einen begehbaren Oktaeder, der zum Kuboktaeder verändert werden konnte (doppelte Höhe und fünffaches Volumen). In dessen Inneren war eine Besucher-Plattform, die während der Veränderung zum Kuboktaeder angehoben wurde. Eine begehbare Hängebrücke verband verschiedene Ausstellungsorte.
Ursprünglich war geplant, 1991 anlässlich des 700-Jahr-Jubiläums der Eidgenossenschaft eine Landesausstellung durchzuführen. Da das Vorhaben scheiterte, wurde in Zürich die Heureka realisiert.

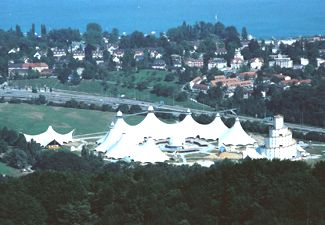
Übersicht des Ausstellungsgeländes
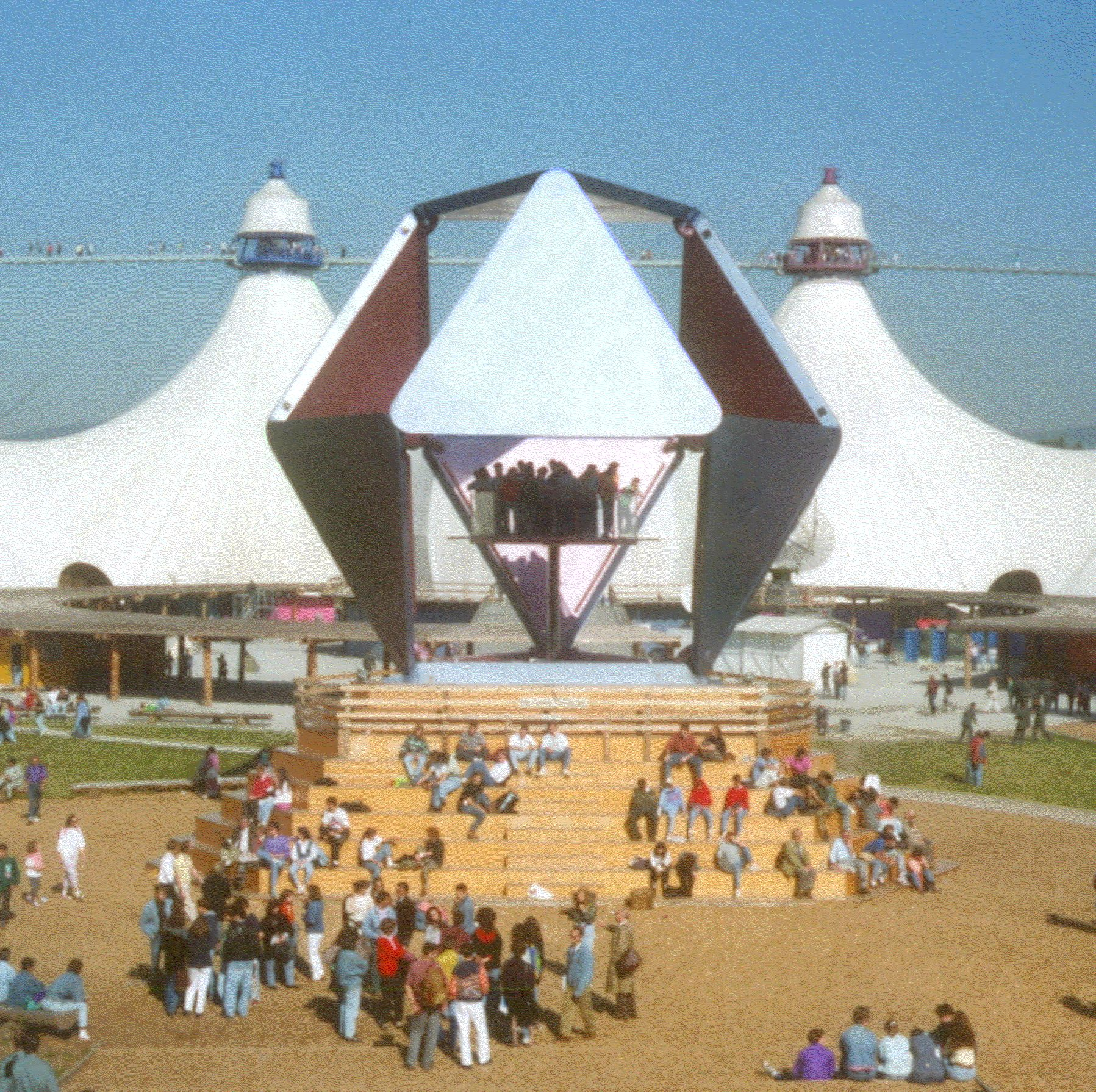
«Heureka-Polyeder»

## Video, Audio
- Interview mit Initiant Georg Müller. SRF, 26. Mai 1991 (29 Min.)
- Eröffnung der Forschungs-Ausstellung 'Heureka'. SRF, 10 vor 10, 10. Mai 1991 (3 Min.)
- Heureka. SRF, 22. Juni 1991 (4 Min.)
- «Heureka». SRF, 3. November 1991 (2 Min.)
- Heureka und der Galileiturm. SRF, Radiobeitrag, 10. Mai 2021 (2 Min.)